# ハビエル・クレメンテ
ハビエル・クレメンテ・ラサロ（Javier Clemente Lázaro, 1950年3月12日 - ）は、スペイン・ビスカヤ県バラカルド出身の元サッカー選手、サッカー指導者。現役時代のポジションはFWであった。

## 経歴
アスレティック・ビルバオを率いて、1982-83、1983-84シーズンとリーガ・エスパニョーラ2連覇を果たした。この2シーズンとRCDエスパニョールを率いていた1986-87シーズンにドン・バロン・アワードのリーグ最優秀監督に選ばれた。

### スペイン代表監督
1992年から1998年まではスペイン代表の指揮を執り、94年のアメリカW杯、96年のUEFA欧州選手権1996、98年のフランスW杯に出場している。在任中には31戦無敗の記録を打ちたてた。1996年のアトランタ五輪も指揮した。
英国の影響が強いビルバオで育ったということもあってか、フィジカルの強さと闘志溢れる選手を好む傾向か見られた。また、相手に合わせて戦術や先発メンバーを変えてくる傾向も見られ、名選手だったフェルナンド・イエロやジョセップ・グアルディオラがベンチスタートということも珍しくなかった。
アメリカW杯ではベスト8に進出し、イタリアとの対戦でも優勢に試合を進めていたが、1-1の同点の場面でフリオ・サリナスがGKとの1対1という決定的な局面でシュートを阻まれたことに加え、ペナルティエリア内マウロ・タソッティが試合終了間際に犯したルイス・エンリケの鼻への肘打ちがレフェリーの死角で見逃される不運もあってPKという絶好の同点のチャンスとはならず、（タソッティにはこの試合後に8試合の出場停止という異例の重い処分が下されている）1-2と惜敗。この大会でも明らかになった点取り屋の人材不足が、この後にも重くのしかかることになる。
96年の欧州選手権ではフランス、ルーマニア、ブルガリアが同居する死のグループを1勝2分けでしぶとく突破し、準々決勝では地元のイングランドと対戦。サッカーの母国相手に互角の試合展開となったがフリオ・サリナスのゴールがオフサイドと判定されて結局スコアレスドローのままPK戦にもつれ込み、2-4で敗れた。
その後上記にもある31戦無配記録を打ち立てた。その中には欧州選手権準優勝のチェコ、実力国のユーゴスラビアとのW杯予選の対戦成績も含まれており、下馬評でスペインをフランスW杯の優勝候補の一角に挙げる大きな要因となった。メンバーもイエロやルイス・エンリケといった就任当時から主力として活躍してきたメンバーの多くが成熟期を迎え、課題だったFWにもラウル・ゴンサレスやフェルナンド・モリエンテスといった活きのいい若手が台頭し、選手層でも充実の時を迎えていた。
フランスW杯ではナイジェリア、パラグアイ、ブルガリアと同居し、またも死のグループに組み入れられることになった。初戦のナイジェリア戦に、クレメンテは身体能力の高いナイジェリアの選手たちに負けない6人の屈強な守備的なプレーヤーを先発させるという策を執る。しかしこの策は結果的に攻め合いに強い相手を調子付かせることとなってしまい、試合も後半早々に2-1と勝ち越しながらもその後2点を奪われ、逆転負けを喫してしまった。ドローすら許されない次のパラグアイ戦では一転して攻撃色の強いメンバーを並べ、ほぼ一方的に攻め込んだがGKホセ・ルイス・チラベルトを軸としたパラグアイの堅守を崩せず結局0-0のドロー。モチベーションの落ちていたブルガリア相手の最終戦では6得点の猛攻で圧勝したが、2位のパラグアイに勝ち点1及ばずグループリーグ敗退。クレメンテは続投したが1998年9月5日に行われたEURO2000地区予選第一戦のキプロス戦でまさかの敗北を喫し代表監督を解任された。

### その後
2005-06シーズン途中からアスレティック・ビルバオの指揮を執った。2006年1月、対戦相手のエトオの唾吐き行為に対して「つばを吐くのは木から降りてきた人たちだ」とコメントし、人種差別的だとして物議を醸した。同年夏には、直前のドイツW杯で惨敗したセルビア代表監督に就任した。2007年9月、自転車を自宅のガレージに入れようとした際に肋骨4本の骨折と肺の損傷という大怪我を負った。UEFA欧州選手権2008の本戦出場を逃したため、2007年に解任された。2008年にはイラン代表監督に就くことが報道されたが、直前で話は流れた。
2010年4月6日、降格圏の19位に沈んでいたレアル・バリャドリード監督に就任すると、その後の5試合を2勝2分1敗で乗り切り、降格圏外の16位で最終節を迎えた。しかし、最終節のFCバルセロナ戦には0-4で大敗し、プリメーラ・ディビシオン残留はならなかった。

## 所属クラブ
- 1968-1971  アスレティック・ビルバオ

## 指導歴
- 1975-1976  アレナス・クルブ・デ・ゲチョ
- 1976-1978  CDバスコニア
- 1980-1981  ビルバオ・アスレティック
- 1981-1986  アスレティック・ビルバオ
- 1986-1989  RCDエスパニョール
- 1989-1990  アトレティコ・マドリード
- 1990-1991  アスレティック・ビルバオ
- 1991-1992  RCDエスパニョール
- 1992-1998  スペイン代表
- 1998-1999  レアル・ベティス
- 1999-2000  レアル・ソシエダ
- 2000-2001  オリンピック・マルセイユ
- 2001-2002  CDテネリフェ
- 2002-2004  RCDエスパニョール
- 2005-2006  アスレティック・ビルバオ
- 2006-2007  セルビア代表
- 2008  レアル・ムルシア
- 2010  レアル・バリャドリード
- 2010-2011  カメルーン代表
- 2012  スポルティング・ヒホン
- 2013-2016  リビア代表
- 2019-2021 バスク代表
- 2021-2022  リビア代表

## タイトル

### 選手時代
- アスレティック・ビルバオ

コパ・デル・レイ:1968-69

### 指導者時代
- アスレティック・ビルバオ

リーガ・エスパニョーラ:1982-83, 1983-84
コパ・デル・レイ:1983-84
スーペルコパ・デ・エスパーニャ:1984
ドン・バロン・アワード 最優秀監督賞:1982-83, 1983-84
- エスパニョール

ドン・バロン・アワード 最優秀監督賞:1986-87